# Jonas Olsson (spelman)
Jonas Olsson, med smeknamnet Olles Jonke, född 2 augusti 1886 i Alfta församling, Gävleborgs län, död där 17 november 1981, var en spelman på fiol och enradigt dragspel.
Han kom från fattiga torparförhållanden i Galven mellan Arbrå och Alfta i Hälsingland och kompletterade försörjningen genom att extraknäcka som kolare, skogsarbetare och dansspelman. Vid sex års ålder fick han sin första fiol, som bara hade en sträng av björntråd och så småningom kompletterades med metalltrådar egentligen gjorda för fångstnaror. Tidiga spelmansförebilder var främst Lillback Olof Olsson och dennes spelkamrat Jon Ersson, men han tog till sig fiolspel och låtar från i stort sett hela Voxnadalen och Arbrå. 
Olssons spelstil var ålderdomlig och opåverkad av spelmansrörelsen kring sekelskiftet 1900. Galvenbygden var nämligen ganska isolerad, vilket gjorde att den lokala spelstilen eller speldialekten, liksom den språkliga dialekten, bevarades längre än på många andra ställen. Sonen Vänster-Olle (vänsterhänt fiolist) har lärt sig många galvenlåtar av fadern och hans spelstil är starkt inspirerad av denne samt av gammeldansmusik.  
Sven Härdelin, Hugo Ljungström och Ulf Störling är några av de som spelat in Olles Jonke och andra gamla spelmän i trakten. En del av inspelningarna finns på skivan "Fiddle Tunes from Hälsingland" (Hurv). 
Viktiga nutida bärare av denna tradition är sonen Vänster-Olle Olsson, Ulf Störling, Gunnar Östergårds och Leif Elving. 